# Mauricio Vargas Linares
Mauricio Vargas Linares (Bogotá, 13 de julio de 1961) es un periodista y escritor colombiano, que se desempeñó como Ministro de Comunicaciones de ese país.

## Biografía
Nació en Bogotá en 1961. Es hijo del escritor Germán Vargas Cantillo y de la profesora Susana Linares. Estudió la primaria y los 3 primeros años del bachillerato en el Liceo Francés de Bogotá, terminó el bachillerato en el Colegio Refous, después que se le negara la posibilidad de seguir cursando sus estudios en el primer plantel educativo debido a su activa participación en huelgas en 1975 y 1976. Empezó su trayectoria en el diario El Heraldo, de la mano de Juan B. Fernández Renowitzky, realizando reportajes por Centroamérica y también ha colaborado con El País, Libération y Radio Francia Internacional.
Fue director de la revista Semana entre 1992 y 1997, trabajó en la revista Cambio, de la emisora Radionet y Noticiero CM&. Se desempeñó como Asesor de Comunicaciones del presidente César Gaviria Trujillo, entre 1990 y 1991, año en que pasó a ser Ministro de Comunicaciones. Como ministro comenzó la privatización del sector, afectando a empresas como Telecom. Renunció al Ministerio en mayo de 1992 en medio de la presión de los sindicatos para frenar la privatización del sector.
Actualmente es columnista del diario del El Tiempo. El 29 de julio de 2021 se posesionó como Embajador de Colombia en Francia, designado por el presidente Iván Duque Márquez.